# Quand sonnera midi
Pour plus de détails, voir Fiche technique et Distribution.
Quand sonnera midi est un film français en coproduction franco-italienne, réalisé par Edmond T. Gréville, sorti en 1958.

## Fiche technique
- Titre : Quand sonnera midi
- Réalisation : Edmond T. Gréville
- Scénario : Pierre Gaspard-Huit, d'après le roman d'Henry Champly : L'homme qui mourra demain (éditions Fasquelle, 1932)
- Dialogues : Solange Térac
- Décors : Jean Douarinou
- Costumes : Annie Marolt
- Photographie : Léonce-Henri Burel
- Son : Norbert Gernolle
- Montage : Jean Ravel
- Musique : Daniel White
- Sociétés de production : Productions Sigma - Italia Produzione
- Tournage : du 8 avril au 8 juin 1957
- Pays :  France
- Format : noir et blanc  - 35 mm - son mono
- Genre : drame
- Durée : 96 min
- Dates de sortie : France - 7 mai 1958

## Distribution
- Georges Marchal : Michel Dumartin
- Dany Robin : Christine Dumartin
- Jean-Roger Caussimon : Don Gaspar
- Pierre Dudan : Luisito
- Pascale Roberts : La Morenita
- Marcel Lupovici : Don Ramon
- Roland Bailly : El Zubon
- José Lewgoy : Salvador
- Maurice Bénard
- Emilio Carrer
- Jean Combal